# 코피 지지
레비 코피 지지(프랑스어: Lévy Koffi Djidji, 1992년 11월 30일 ~ )는 현재 이탈리아 세리에 A의 토리노에서 수비수로 활약하고 있는 코트디부아르의 프로 축구 선수이다. 프랑스에서 태어난 그는 코트디부아르 국가대표팀에서 활약하고 있다.

## 구단 경력
프랑스 바뇰레에서 태어난, 지지는 그의 고향 클럽 AJN 바뇰레의 유소년팀에서 그의 경력을 시작했다. 2006년 봄, 그는 그의 고향을 떠나 생헤르블랭 올랭피크 클럽과 계약했다.
2007년 여름, 그는 15세의 나이로 리그 1의 FC 낭트의 U-18팀으로 이적하였고, 1년 후 2008-09 시즌에 리저브 팀으로 승격되었다. 그는 리저브 팀에서 처음 3년간 CFA 2 그룹 G에서 10경기에 출전하였다.
2012년 8월 4일, 그는 낭트 소속으로 리그 2 데뷔전을 님 올랭피크를 상대로 치렀다. 그는 2014년 3월 22일, 몽펠리에와의 경기에서 리그 1에서의 첫 골을 기록했고, 낭트는 몽펠리에를 상대로 2-1 승리를 거두었다.
2018년 8월 17일 이탈리아 세리에 A의 토리노로 임대 이적했다.
2020년 10월 5일 크로토네로 임대 이적했다.

## 국가대표팀 경력
지지는 프랑스에서 코트디부아르인 아버지와 프랑스인 어머니 사이에서 태어나고 자랐다. 그는 0-0으로 비긴 헝가리와의 친선 경기를 위해 코트디부아르 국가대표팀에 차출되었다.